# Pospolite ruszenie

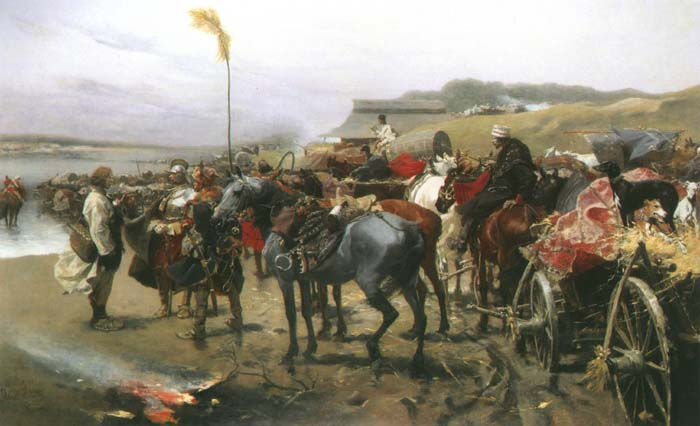
Pospolite ruszenie, un tableau de Józef Brandt.

Le Pospolite ruszenie (en français la « levée en masse »), est un terme polonais anachronique pour décrire la mobilisation des forces armées, en particulier à l'époque de la République des Deux Nations,. La mobilisation d'une partie de la population pour la guerre a existé en Pologne du XIIIe siècle jusqu'au XIXe siècle. À l'époque de la République des Deux Nations, les troupes du pospolite ruszenie étaient constituées d'unités de cavalerie (issues de la szlachta) et leurs armes préférées étaient le sabre (szabla (en)) ainsi que divers types de pistolets et de carabines.

## Développement historique
Avant le XIIIe siècle, le pospolite ruszenie  était une méthode couramment utilisée pour lever les armées royales polonaises. Cependant, peu à peu, en raison du système économique de la féodalité et de l’insécurité provoquée par le recours à des paysans non formés, il devint impossible d’en mobiliser un grand nombre. Peu à peu, seuls les propriétaires fonciers répondent à la mobilisation. Cette catégorie comprenait les chevaliers – qui devinrent plus tard des nobles (szlachta)  – ainsi que les wójts et les sołtys (représentants de hautes fonctions gouvernementales).
Les unités du pospolite ruszenie étaient généralement organisées par chacune des voïvodies et variaient en qualité. Les membres de la szlachta des régions des Confins ou des Champs sauvages (frontière polono-ukrainienne), où les combats étaient plus fréquents, formaient des unités compétentes, tandis que celles des régions plus pacifiques de la République manquaient d'entraînement, d'expérience au combat, et étaient souvent inférieures en qualité à l'armée régulière (wojsko kwarciane) ou aux troupes mercenaires. À partir du XVIe siècle, le pospolite ruszenie fut de plus en plus rendus obsolètes par les soldats professionnels, mais les membres de la szlachta continuaient de croire qu'ils constituaient l'élite de l'armée et que leur participation à la défense du pays était une raison importante justifiant de leur position privilégiée au sein de celle-ci.
Les privilèges accordés par les rois à la szlachta limitaient par contrecoup leurs droits à exiger la levée du pospolite ruszenie, notamment pour des actions militaires en dehors du territoire de la Pologne.
Après 1794, sous l'influence de la Révolution française et des idées des Lumières sur le rôle de la milice, il est considéré que le pospolite ruszenie devrait mobiliser tous les hommes valides âgés de 18 à 40 ans. En 1806, par décret de Napoléon Bonaparte, la pospolite ruszenie du duché de Varsovie servit pendant une courte période de force de réserve et de source de recrutement pour l'armée régulière. Lors de l'insurrection de novembre 1831, le Sejm a appelé au pospolite ruszenie pour les personnes âgées de 17 à 50 ans, mais le général Jan Zygmunt Skrzynecki s'oppose à ce plan.
Dans la Deuxième République de Pologne (1918-1939), le pospolite ruszenie est réintroduit ; il était composée de soldats de réserve âgés de 40 à 50 ans et d'officiers âgés de 50 à 60 ans. Ceux-ci devaient participer à des exercices militaires et servir dans l’armée en temps de guerre. Dans les programmes de mobilisation, la pospolite ruszenie était considérée comme la troisième vague de troupes arrivant au front.